# Geraldo Galvão Ferraz
Geraldo Galvão Ferraz (São Paulo, 18 de junho de 1941 – São Sebastião, 8 de fevereiro de 2013), também conhecido como Kiko, foi um crítico literário, crítico de cinema, tradutor e jornalista brasileiro.
Geraldo era filho da militante comunista e escritora Patrícia Rehder Galvão, a Pagu, com o jornalista Geraldo Ferraz, dois representantes da movimentação política da primeira metade do século 20. Kiko, como era conhecido, trabalhou em diversos veículos, como "O Estado de S. Paulo", "Jornal da Tarde", nas revistas "Veja" e "IstoÉ", entre outros, exercendo várias funções, de repórter a editor. Recentemente, foi editor da revista "Cult".